# اوساکلی
اوساکلی (به لاتین: Usakly) یک منطقهٔ مسکونی در روسیه است که در باشقیرستان واقع شده‌است.